# Les Mollettes

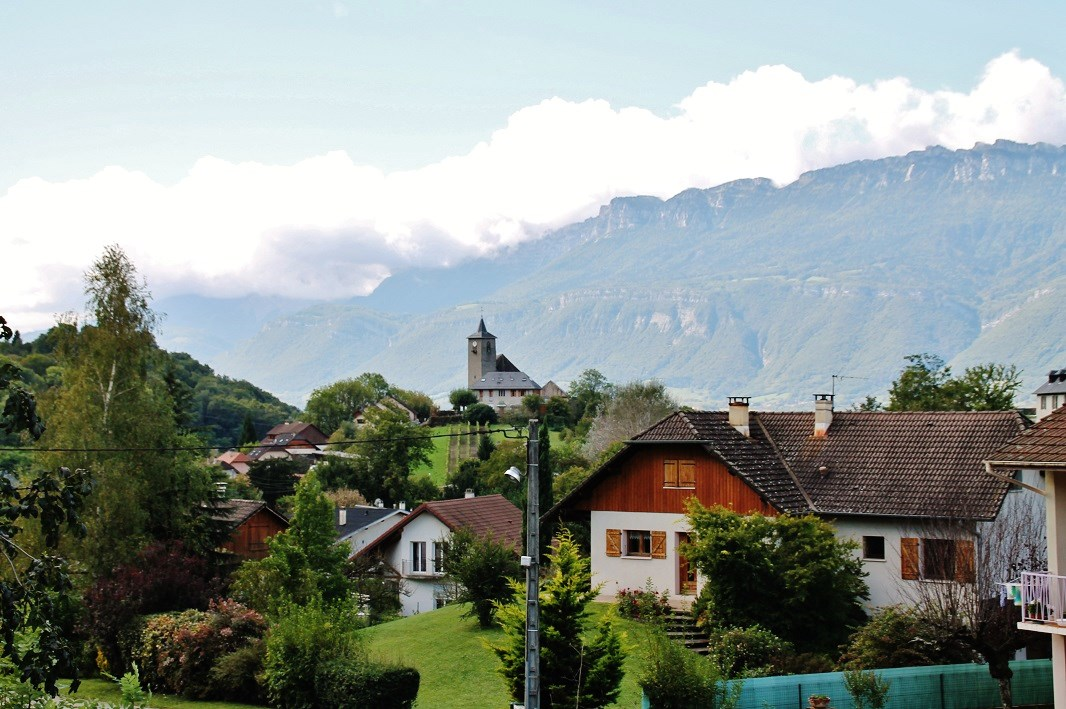
Les Mollettes (2014)

Les Mollettes ist eine französische Gemeinde mit 870 Einwohnern (Stand: 1. Januar 2022) im Département Savoie in der Region Auvergne-Rhône-Alpes. Sie gehört zum Kanton Montmélian im Arrondissement Chambéry und ist Mitglied im Gemeindeverband Cœur de Savoie. Die Einwohner werden Molletains genannt.

## Lage
Les Mollettes liegt etwa 15 Kilometer südöstlich von Chambéry und etwa 40 km nordnordöstlich von Grenoble. Das Gemeindegebiet wird vom Flüsschen Coisetan durchquert. Nachbargemeinden von Les Mollettes sind Sainte-Hélène-du-Lac im Norden und Nordwesten, Saint-Pierre-de-Soucy im Nordosten, Villaroux im Osten, La Chapelle-Blanche im Süden sowie Laissaud im Westen und Südwesten.

## Bevölkerungsentwicklung
| Jahr                       | 1962 | 1968 | 1975 | 1982 | 1990 | 1999 | 2006 | 2013 |
| -------------------------- | ---- | ---- | ---- | ---- | ---- | ---- | ---- | ---- |
| Einwohner                  | 225  | 218  | 211  | 247  | 422  | 551  | 636  | 777  |
| Quellen: Cassini und INSEE |      |      |      |      |      |      |      |      |